# پایونیر ۳
پایونیر ۳ (به انگلیسی: Pioneer 3) فضاپیمای با پایدارسازی چرخش بود که در ساعت ۰۵:۴۵:۱۲ به وقت گرینویچ در ۶ دسامبر ۱۹۵۸ توسط سازمان موشک بالستیک ارتش ایالات متحده در همکاری با ناسا و با استفاده از موشک جونو ۲ به فضا پرتاب شد. این فضاپیما در اصل به عنوان کاوشگر ماه در نظر گرفته شده بود، اما نتوانست طبق برنامه از ماه گذشته و وارد مداری خورشیدمرکزی شود. با این حال قبل از سقوط دوباره به زمین به ارتفاع ۱۰۲۳۶۰ کیلومتری رسید. اهداف تجدیدنظر شدهٔ فضاپیما شامل اندازه‌گیری تشعشع در کمربند تشعشعی ون آلن بیرونی با استفاده از دو لوله گایگر-مولر و آزمایش مکانیسم ماشه برای آزمایشی عکاسی در ماه بود.